# منطقه حفاظت‌شده سولدا
منطقه حفاظت‌شده سولدا (به لاتین: Sulda Managed Reserve) یک منطقه حفاظت‌شده در گرجستان است که در آخالکالاک واقع شده‌است.